# Route européenne 272
Pour les articles homonymes, voir Route 272.
La route européenne 272 est une route reliant Klaipėda à Vilnius.